# Rachael Carpani
Rachael Ann Carpani (* 24. srpna 1980 v Sydney v Austrálii) je australská herečka.
Narodila se italskému otci Tonymu a australské matce Gael. Spolu s rodiči vyrůstala blízko Duralu.
Spojila se s hereckým agentem a byla šťastná, že dostávala menší role v televizních show a v reklamách, ale herectví nikdy nebrala vážně. Pocházela totiž z vysokoškolské rodiny, kde škola byla na prvním místě.
Studovala herectví na Australian College of Entertainment v Macquarie University a v Drama Works Drama Company. Poslední ročník přerušila, aby vzala roli Jodi Fountainové McLeodové v australském seriálu McLeodovy dcery.
Když jí nabídli tuto roli, její první reakce byla: „Jste si jistí, že máte správnou osobu?“ Řekla, že to bylo „totální vzrušení“, když zjistila, že by mohla hrát vedle Sonii Todd, která hraje její matku Meg.
Carpani také hrála v rodinné komedii Hating Alison Ashley, a objevila se v televizním seriálu All Saints.
Jejím přítelem byl Matt Passmore, který také hrál v McLeodových dcerách.

## TV
| Rok              | Seriál          | Role                 |
| ---------------- | --------------- | -------------------- |
| 1996, 1998, 1999 | Home and Away   |                      |
| 2000, 2001       | All Saints      |                      |
| 2001–2007        | McLeodovy dcery | Jodi Fountain McLeod |
| 2007             | Law Dogs        | Carly Owen           |
| 2007             | Cane            | Terry Greenway       |
| 2008             | Scorched        | Susan Shapiro        |

## Filmy
| Rok  | Film                 | Role          |
| ---- | -------------------- | ------------- |
| 2005 | Hating Alison Ashley | Valjoy Yurken |